# Frontbann

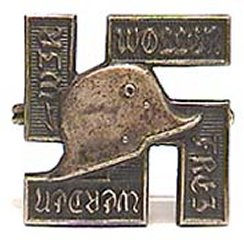
Badge van het Duitse Frontbann

De Frontbann was een tijdelijke paramilitaire organisatie, die van 1924 tot 1925 als vervanger van de verboden Sturmabteilung (SA) fungeerde. 
In augustus 1924 richtte Ernst Röhm samen met Wolf-Heinrich Graf von Helldorf de Frontbann op. Het werd opgericht met het doel om de NSDAP, die ook was verboden na de mislukte Bierkellerputsch, te heroprichten. De NSDAP, inclusief de SA, werd na de staatsgreep door de Duitse regering verboden. De NSDAP werd hernoemd naar de Nationalsozialistische Freiheitspartei (NSFP) om zo haar legaliteit te waarborgen. Ook de SA werd dus hernoemd, namelijk naar Frontbann. Evenals de partij, waren na de hernoeming ook bij de Frontbann dezelfde leden en functies als bij de haar voorganger.
De organisatie werd nog steeds geleid door Röhm. Na Hitlers vrijlating was het ledenaantal gegroeid tot 30.000, terwijl het tijdens de staatsgreep (een jaar eerder), slechts 2.000 leden had. De Frontbann werd ontbonden op 27 februari 1925. Het werd toen weer opgenomen in de heropgerichte NSDAP en werd weer hernoemd naar de SA.